# Fontbausard
Fontbausard (oficialment Fonbeauzard) és un municipi francès situat al departament de l'Alta Garona, a la regió Occitània.

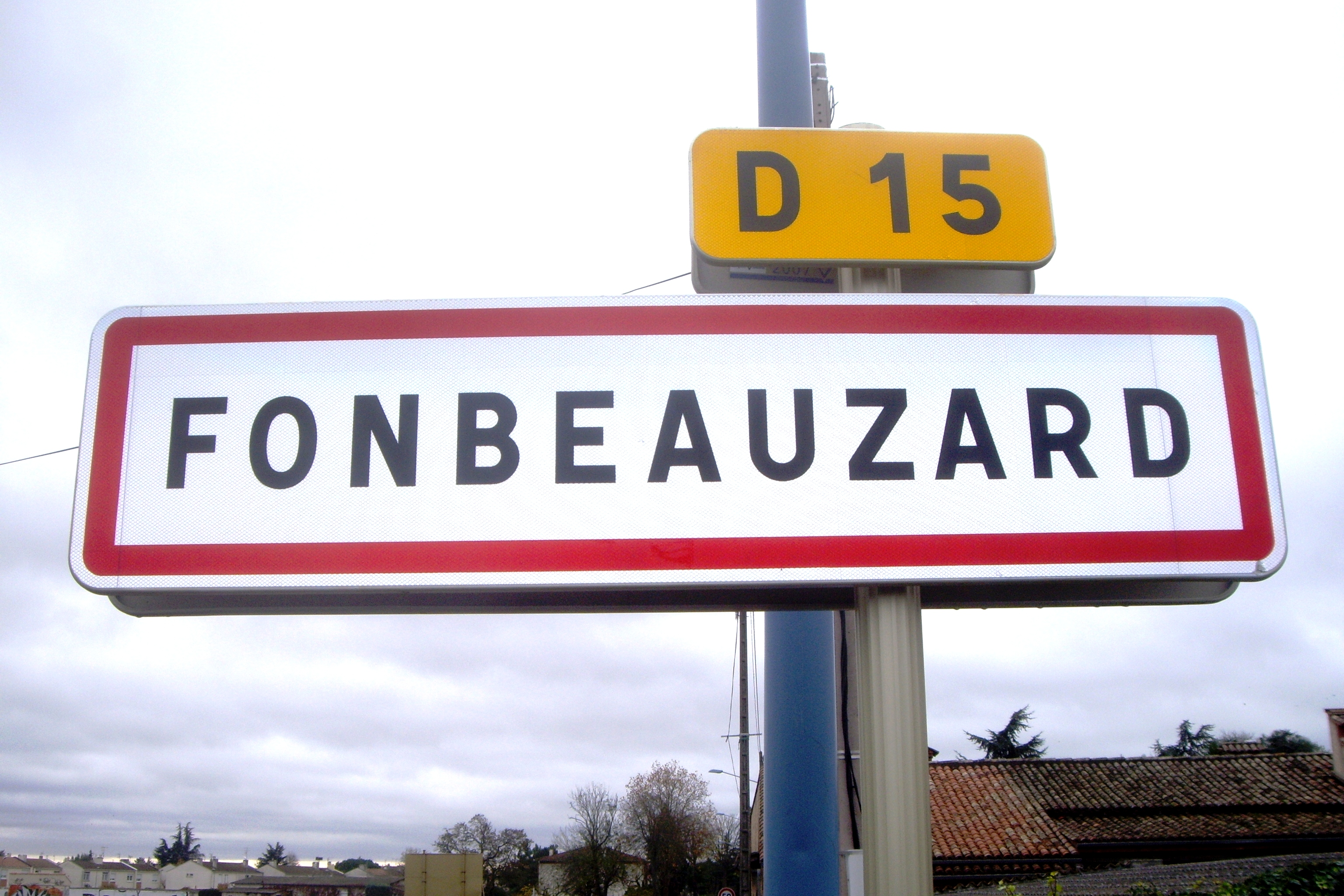
Cartell amb el nom del poble